# 비스마르크해

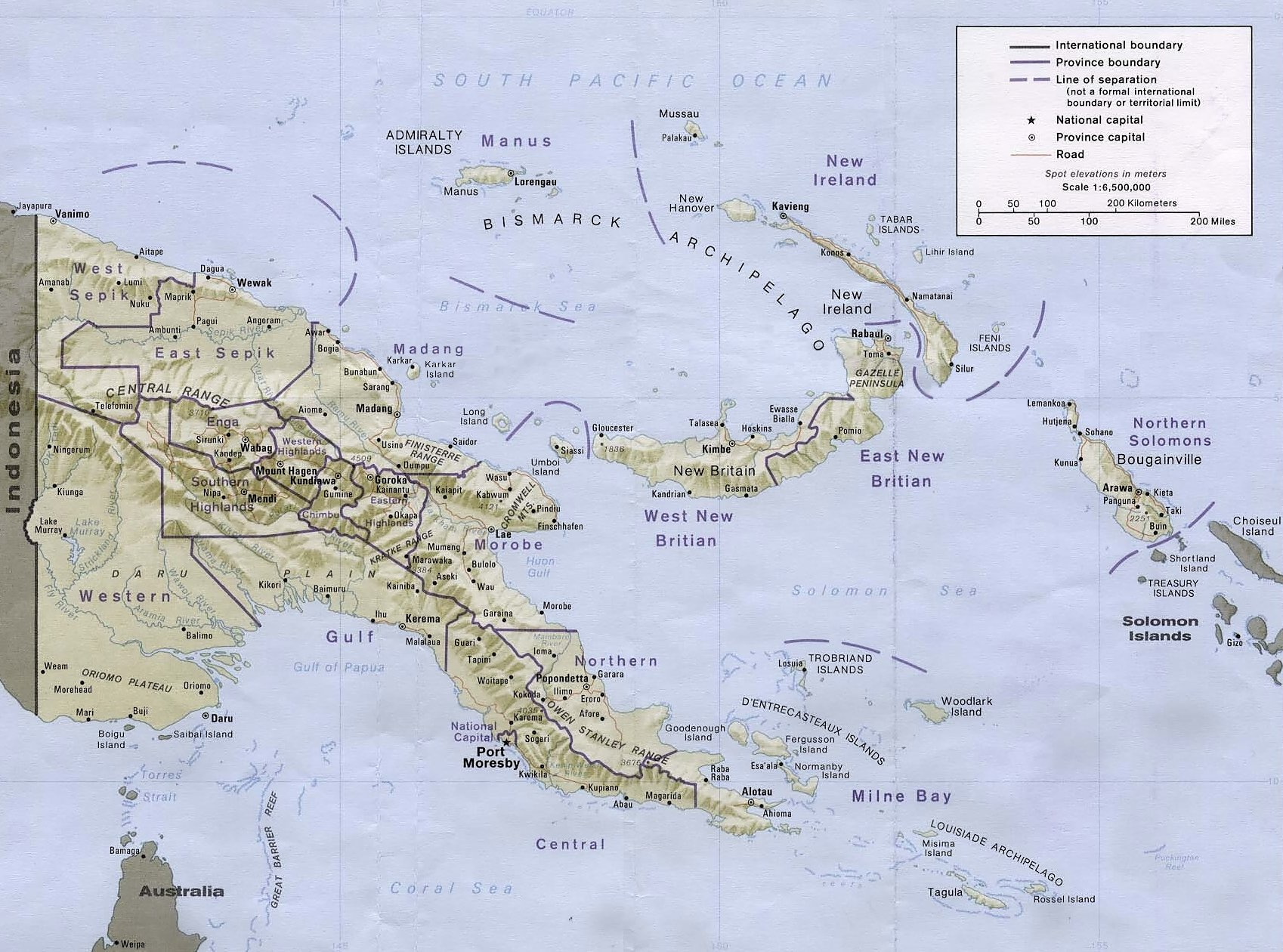
비스마르크해

비스마르크해(Bismarck Sea)는 태평양 남서쪽에 위치한 바다로, 비스마르크 제도와 애드미럴티 제도 남쪽, 파푸아뉴기니 북쪽에 위치한다. 바다 이름은 독일의 재상을 지낸 오토 폰 비스마르크에서 유래된 이름이다. 남쪽으로는 비티야즈 해협을 거쳐 솔로몬해로 흐른다. 1943년 3월 3일부터 3월 4일까지 이 곳에서 비스마르크해 해전이 벌어졌다.